# 3-5-8
3-5-8 (позната още като Блато или Sergeant Major поради популярността си в Britain's Royal Air Force) е игра с карти. Играе се от 3 играчи със стандартен набор от 52 карти. Целта е да достигнете до +21, за да спечелите играта.

## Правила
Всеки играч има предварително определено „задължение“ за броя ръце, което трябва да направи. Задължителните ръце са 8, 5 и 3. Чрез жребий се определя кой от играчите ще прави съответно по: 8, 5 и 3 ръце.
Играчът, който трябва да вземе 3 ръце раздава картите като първо се дава на играча който е на 8, след това на този който е на 5 и накрая на себе си (в посока обратна на часовниковата стрелка). При всяка обиколка слага по една карта за талон (общо 4 допълнителни карти), докато талона не стане с 4 карти. Останалите се раздават на играчите и трябва да станат общо 16 карти.
Играчът, който е на 8 обявява коз (боя измежду пика, купа, каро, спатия и без коз). Ако и четирите бои са му по 4 има право да види талона, преди да каже коз. Ако обаче има да тегли при виждането на талона загубва това си право. След като се обърне талона има право да замени своите карти с отделените за талон.
Играчът, който е на 8 играе произволна карта. Следващият играч (този с по-малкия брой ръце, които трябва да направи) (който е на 3) играе карта от същата боя или ако няма цака (с боята, която е казана за коз. Ако няма играе произволна друга карта. Всяка ръка се печели от най-силния коз или от най-силната карта в цвета, ако не е игран коз. Силата на картите в низходящ ред е: A, K, Q, J, 10, 9, 8, 7, 6, 5, 4, 3, 2. Спечелилият ръката играч, играе следваща карта.
Качването не е задължително. Ако нямате сте задължен да цакате. Ако играча преди вас също цака, но вие нямате по-силен коз не е задължително да пускате такъв.
След като всички 16 ръце са изиграни, резултатът и задълженията се сравняват. Играчите спечелили повече ръце от „задължителните“ са „+“, докато тези, които не са достигнали задължителния брой ръце – са „-“.Когато играч е взел повече от 4 ръце, той не тегли от останалите играчи.

## Последващо раздаване и замени
„Задълженията“ – се предават обратно на часовниковата стрелка. Играчът, който е на 3 раздава картите както в началото. Играчът, който е на 8 обява коз, след което се извършват „замени“:
- Всеки играч, който е бил „+“ в предишната игра, дава по една карта за всяка своя допълнителна ръка на следващия играч (обратно на часовниковата стрелка), който е бил „-“. Играчът трябва да върне своята най-силна карта от съответния цвят или да даде най-слабата, ако няма по-силна от предадената карта, ако не разполага с по-силна карта от този цвят.
- Ако 2 играчи са „+“, пръв прави замяна този с по-голямото задължение.
- След като замяната е извършена, играчът който е на 8, заменя свои карти с талона.

Играта продължава с горните правила.

## Край на играта
Играчът, който стигне пръв до +21 (сума от всички игри) печели играта.

## Университетска гимназия 3-5-9
Този вариант се играе през 70-те и 80-те години в Университетската гимназия в Урбана.